# Maria Markowicz-Łohinowicz
Maria Markowicz-Łohinowicz (ur. 19 listopada 1933 w Warszawie, zm. 6 czerwca 1974) – chemik i geolog.

## Życiorys
Urodziła się w Warszawie w rodzinie działaczy komunistycznych Józefa Łohinowicza i Heleny Markowicz. Ojciec był nauczycielem wiejskim i przywódcą białoruskiego i polskiego ruchu robotniczego. W 1936 wyjechał z Danii do ZSRR, gdzie został uwięziony i prawdopodobnie w 1940 zmarł. W latach 1934–1938 Maria przebywała w rodzinie zastępczej w Kopenhadze, później w latach 1938–1939 wraz z matką, działaczką i historykiem ruchu robotniczego, w Warszawie. Następnie została umieszczona w polskich domach dziecka w Samarkandzie i Zagorsku pod Moskwą. W kwietniu 1945 powróciła z matką do Warszawy, w 1951 zdała maturę i została skierowana na studia do Instytutu Chemiczno-Technologicznego im. D. Mendelejewa w Moskwie. Tam ukończyła Wydział Technologii Związków Organicznych – dyplom z 18 czerwca 1956. 1 września 1956 rozpoczęła pracę zawodową w Instytucie Tworzyw Sztucznych w Warszawie. W 1957 ukończyła zorganizowany przez Polskie Towarzystwo Chemiczne kurs chromatografii. 7 października 1957 przyznano Jej tytuł naukowy asystenta przy Zakładzie Tworzyw Kondensacyjnych Instytutu Tworzyw Sztucznych. Urzędowo zmieniła nazwisko z Markowicz na Markowicz-Łohinowicz na podstawie orzeczenia Rady Narodowej m. st. Warszawy z dnia 11 marca 1960. W 1961 podjęła studia na Wydziale Geologii Uniwersytetu Warszawskiego, które ukończyła ze specjalizacją geologia czwartorzędu (dyplom ukończenia z 30 kwietnia 1968). Zarówno jej praca magisterska (Rola chemicznego rozpuszczania wapieni w kształtowaniu rzeźby Jury Polskiej między Częstochową a Zawierciem), jak i doktorska poświęcone były zagadnieniom krasowym. 18 marca 1974 uzyskała stopień doktora na podstawie rozprawy na temat korozji krasowej Jury Częstochowskiej w czwartorzędzie. Pozostawiła kilkanaście prac poświęconych procesom chemicznym zjawisk krasowych. Brała udział w wyprawach speleologicznych, a w 1973 reprezentowała Polskę na VI Międzynarodowym Kongresie Speleologicznym w Ołomuńcu. Była członkiem Speleoklubu Warszawskiego Polskiego Towarzystwa Turystyczno-Krajoznawczego, Sekcji Speleologicznej Polskiego Towarzystwa Przyrodników im. M. Kopernika oraz Komitetu Redakcyjnego „Speleologii”. Działała w organizacjach młodzieżowych, a od 1956 w PZPR i Związkach Zawodowych.

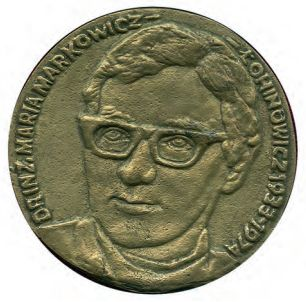
Medal im. Marii Markowicz-Łohinowicz

Zmarła nagle, na serce. Pochowana razem z matką na Cmentarzu Wojskowym na Powązkach, kwatera C33-4-20.

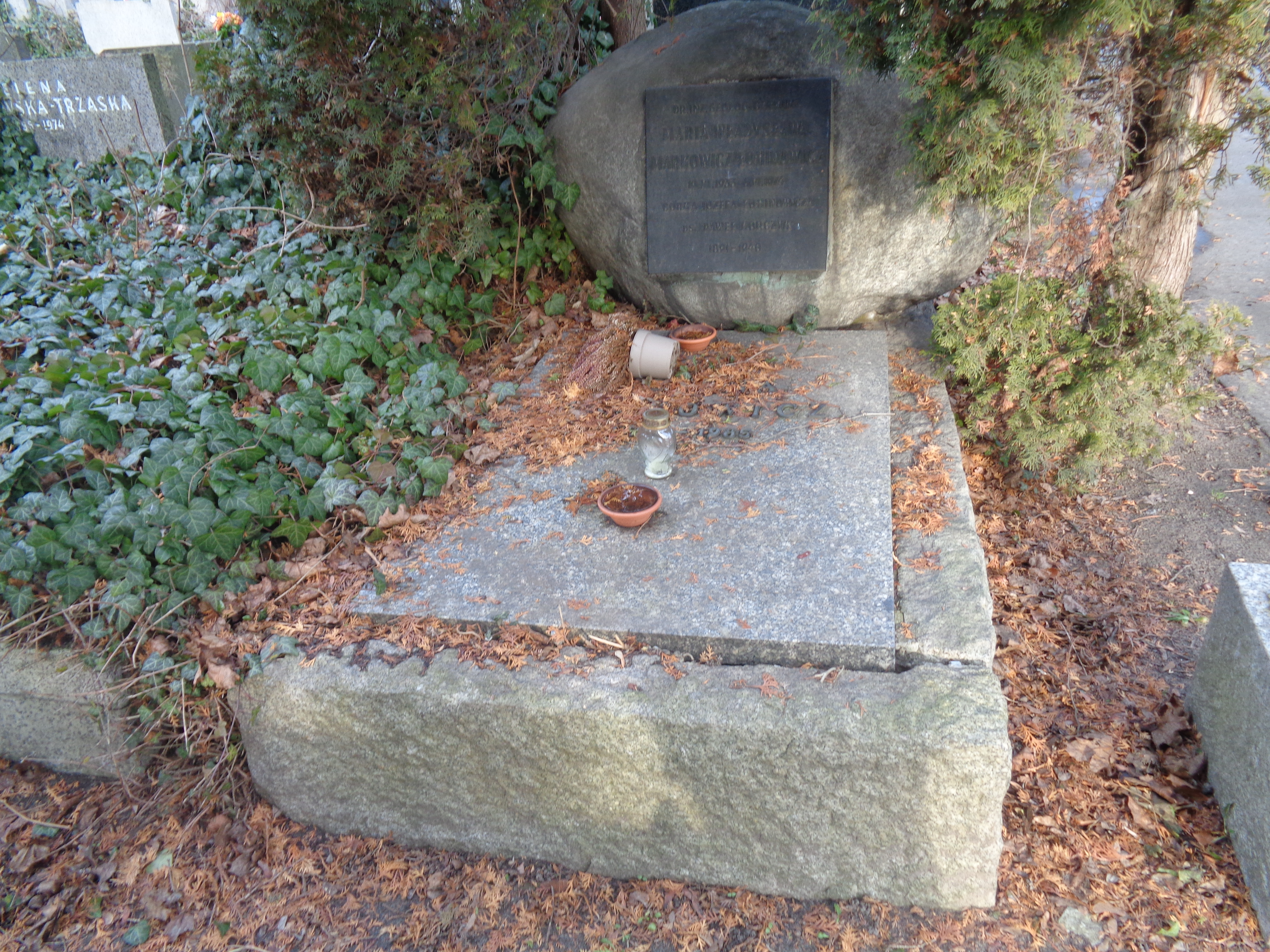
Grób Marii Markowicz-Łochinowicz i Heleny Markowicz na Cmentarzu Wojskowym na Powązkach

## Upamiętnienie
Helena Markowicz, po śmierci Marii, ufundowała nagrodę, którą ustanowiło i przyznawało – z inspiracji swej Sekcji Speleologicznej – Polskie Towarzystwo Przyrodników im. Kopernika w Krakowie. Od 1986 przyznawany jest (autorom i redaktorom najlepszych publikacji naukowych z zakresu speleologii oraz badań krasu) wybity z brązu Medal im. Marii Markowicz-Łohinowicz.